# 费尔干岩黄耆
费尔干岩黄耆（学名：Hedysarum ferganense var. ferganense）为豆科岩黄耆属下的一个变种。

## 扩展阅读
- 維基物種上的相關：费尔干岩黄耆